# موهالي
موهالي هي مدينة مخططة تقع في ولاية البنجاب، الهند. يلبغ عدد سكانها حوالي 176،152 نسمة.